# Coelioxys pomona
Coelioxys pomona is een vliesvleugelig insect uit de familie Megachilidae. De wetenschappelijke naam van deze soort is voor het eerst geldig gepubliceerd in 1991 door Toro & Fritz.